# Ryanggang
La provincia del Ryanggang (량강도?, 慈江道?, Ryanggang-doLR) è una delle suddivisioni amministrative della Corea del Nord, con capoluogo Hyesan.

## Geografia antropica

### Suddivisioni amministrative
Il Ryanggang è suddiviso in 1 città (si) ed 11 contee (gun).

#### Città
- Hyesan-si (혜산시; 惠山市)

#### Contee
| - Contea di Kapsan (갑산군; 甲山郡) - Contea di Kimjŏngsuk (김정숙군; 金貞淑郡) - Contea di Kimhyŏnggwŏn (김형권군; 金亨權郡) - Contea di Kimhyŏngjik (김형직군; 金亨稷郡) - Contea di Paegam (백암군; 白岩郡) - Contea di Poch'ŏn (보천군; 普天郡) | - Contea di P'ungsŏ (풍서군; 豊西郡) - Contea di Samjiyŏn (삼지연군; 三池淵郡) - Contea di Samsu (삼수군; 三水郡) - Contea di Taehongdan (대홍단군; 大紅湍郡) - Contea di Unhŭng (운흥군; 雲興郡) |